# Лі Хейні
Лі Хейні (англ. Lee Haney; нар. 11 листопада 1959, Спартанберг (англ. Spartanburg), Південна Кароліна, США) — видатний американський бодібілдер, восьмикратний володар титулу «Містер Олімпія».

## Біографія
Лі почав тренуватися ще зі школи, і виграв свій перший великий турнір в 1979 році, в 19 років — «Містер Америка» серед підлітків. Не зупиняючись на досягнутому, Лі виграє свій перший «Містер Олімпія» в 1984 році. Свій останній, восьмий титул «Містер Олімпія», Лі виграє в 1991 році. Такого ж успіху вдалося домогтися Ронні Коулмен через чотирнадцять років, в 2005 році.
Він вже давно не бере участі в турнірах з бодібілдингу, але продовжує займатися справою. Він власник двох спортзалів в Атланті. Він — викладач і тренер, він працює з багатьма світовими атлетами.
Президент Білл Клінтон призначив Хейні головою президентської ради з Фізичної культури і спорту в грудні 1998 року. Він також був членом Міжнародної Федерації Бодібілдерів (англ. International Federaion of BodyBuilders, IFBB).

## Особисте життя
Хейні і його дружина живуть в окрузі Фаєтт (англ. Fayette County), Джорджія. У них двоє дітей, які в даний час навчаються в коледжі.

## Тяга Хейні
В процесі своїх тренувань великий Хейні винайшов особливу вправу призначену прокачувати задню частину дельтоподібних м'язів. Ця вправа отримала назву «Тяга Хейні». Штанга знаходиться ззаду і при тязі її вгору руки сильніше згинаються в ліктях.